# Boston Braves (AHL)
Boston Braves byl profesionální americký klub ledního hokeje, který sídlil v Bostonu ve státě Massachusetts. V letech 1971–1974 působil v profesionální soutěži American Hockey League. Braves ve své poslední sezóně v AHL skončily v základní části. Své domácí zápasy odehrával v hale Boston Garden s kapacitou 14 418 diváků. Klubové barvy byly kaštanově hnědá, bílá a černá.
Zanikl v roce 1974 přestěhováním do Monctonu, kde vznikl tým Moncton Hawks. Klub byl během své existence farmou Bostonu Bruins.

## Úspěchy
- Vítěz divize – 1× (1971/72)

## Umístění v jednotlivých sezonách
Stručný přehled
Zdroj: 
- 1971–1973: American Hockey League (Jižní divize)
- 1973–1974: American Hockey League (Severní divize)

Jednotlivé ročníky
Zdroj: 
Legenda: Z - zápasy, V - výhry, VP - výhry v prodloužení, R - remízy, P - porážky, PP - porážky v prodloužení, VG - vstřelené góly, OG - obdržené góly, +/- - rozdíl skóre, B - body, KPW - Konference Prince z Walesu, CK - Campbellova konference, ZK - Západní konference, VK - Východní konference, fialové podbarvení - reorganizace, změna skupiny či soutěže
| USA / Kanada (1971 – 1974) |                      |        |    |    |    |    |    |    |     |     |     |    |        |            |
| Sezóny                     | Liga                 | Úroveň | Z  | V  | VP | R  | PP | P  | VG  | OG  | +/- | B  | Pozice | Play-off   |
| 1971/72                    | AHL (Jižní divize)   | 2      | 76 | 41 | –  | 14 | –  | 21 | 260 | 191 | +69 | 96 | 1.     | Semifinále |
| 1972/73                    | AHL (Jižní divize)   | 2      | 76 | 34 | –  | 13 | –  | 29 | 248 | 256 | -8  | 81 | 2.     | Semifinále |
| 1973/74                    | AHL (Severní divize) | 2      | 76 | 23 | –  | 13 | –  | 40 | 239 | 297 | -58 | 59 | 5.     | –          |